# 환경보전협회
환경보전협회(環境保全協會, Korea Environmental Preservation Association, KEPA)는 환경보전에 관한 조사연구 및 기술개발, 교육·홍보 등을 전개함으로써 쾌적한 국민생활 환경유지 및 국가 환경 산업 발전에 기여하기 위해 설립된 대한민국 환경부 산하 법정 공익법인이다. 서울특별시 성동구 광나루로 320-2 YD빌딩 4, 6, 8층에 위치하고 있다.

## 설립 근거
- 환경정책기본법 제59조

## 연혁
- 1978년 10월 사단법인 환경보전협회 설립(당시 환경보전법 제61조)
- 1981년 10월 환경오염물질 측정, 영향평가 사업 실시
- 1983년 8월 법정 환경교육기관으로 지정
- 1985년 6월 상설 환경교육홍보관 개설
- 1992년 6월 환경마크제도 도입 및 인증업무 실시(94년 6월, 환경마크협회에 업무이관)
- 1994년 1월 특수법인 환경보전협회로 전환
- 1996년 2월 (재)한국환경민간단체진흥회 사무국 업무 위탁
- 1996년 9월 초경량항공기 4대강 수질오염 감시업무 도입 주관
- 2001년 4월 환경성적표지 인증심사원 교육기관으로 지정
- 2004년 1월 한강생태학습장 등 수변구역 녹지대 유지관리업무 위탁
- 2004년 10월 한강수계 하수관거 BOD 측정 용역수행
- 2006년 8월 환경교육 이동차량 1대 증차(울산경남지회 배치)
- 2006년 10월 4대강 수계 수질오염총량관리 수질분석기관으로 지정
- 2008년 2월 환경교육진흥법(제18조)에 의한 권한위탁기관으로 지정
- 2008년 6월 한강수계 수변구역 생태복원 시범사업 위탁(용인운학지구)
- 2008년 8월 환경교육 온라인 종합정보 사이트 운영사업 위탁
- 2009년 1월 초등학교 방과후 환경화학교실 위탁운영
- 2009년 9월 한강유역수변지구 매수토지식재 복원사업 위탁수행
- 2010년 1월 녹색성장위원회 녹색교육기관으로 지정
- 2011년 6월 온실가스, 에너지 검증기관 지정(지정번호 제2011-17호)
- 2012년 10월 국가환경교육센터 지정
- 2013년 2월 4대강 수계 생태복원사업 위탁수행
- 2015년 4월 장외영향평가 작성대행 기관 지정(환경부고시 제2015-46호)
- 2015년 8월 석면조사기관 지정
- 2017년 2월 환경부 산하 공공기관 지정
- 2018년 1월 환영향평가 교육훈련기관 지정

## 조직

### 환경보전협회장

#### 상근부회장

##### 경영관리본부
- 경영지원부
- 홍보협력처
  - 홍보사업부
  - 국제협력·전시사업부
- 환경연수처
  - 교육훈련부
  - 교육개발부
  - 기업지원부
- 환경교육지원처
  - 정책연구부
  - 교육운영부
  - 대외협력부

##### 환경기술사업본부
- 온실가스·에너지검증센터
- 수계기획처
  - 수계총괄부
  - 사업지원부
- 수변생태관리처
  - 생태조성부
  - 생태관리부
- 기술지원처
  - 기술지원부
  - 조사연구부
  - 측정분석부

#### 지역협회장

##### 지역협회 사무처
- 기획관리부
- 기술지원부
- 홍보교육부
- 지역수변생태 관리센터

## 지회
- 부산환경보전협회
- 대구경북환경보전협회
- 광주전남환경보전협회
- 대전충남환경보전협회
- 울산경남환경보전협회
- 경기도 환경보전협회
- 강원특별자치도 환경보전협회
- 충북세종 환경보전협회
- 전북특별자치도 환경보전협회